# Kościół św. Jana Bosko w Gdańsku
Kościół św. Jana Bosko – zabytkowy kościół parafialny na gdańskiej Oruni, wyznania rzymskokatolickiego. Pierwotnie była to świątynia ewangelicka i nosiła imię świętego Jerzego. Od 1945 roku kościołem zarządzają salezjanie.
Świątynia znajduje się w centrum Oruni przy ul. Gościnnej.

## Historia

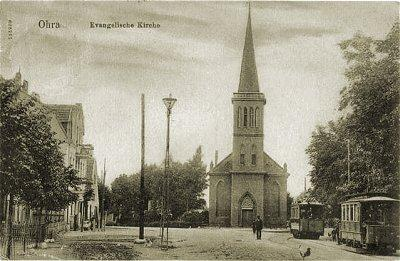
Kościół na widokówce z początku XX wieku

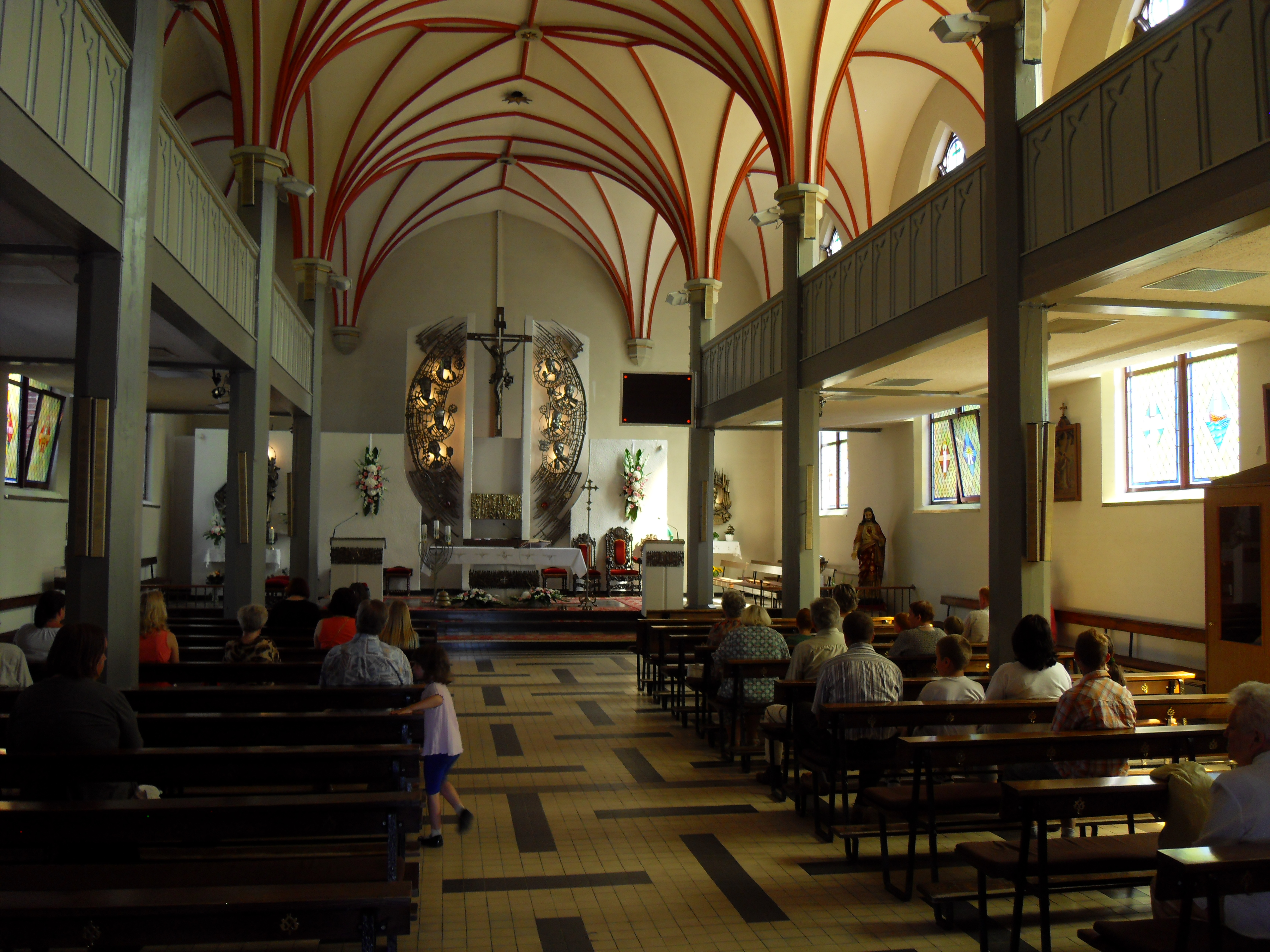
Wnętrze kościoła

Pierwsza świątynia na Oruni powstała w I połowie XV wieku, kiedy to Krzyżacy wznieśli tu kaplicę. W 1571 została ona rozbudowana w kościół ewangelicki, którego odbudowę po pożarze w 1577 zapoczątkowano w 1608 roku. W 1645 zanotowano, że kościołowi grozi zawalenie. W 1684 kościół otrzymał wieżę, a w wyniku kolejnej przebudowy, zapoczątkowanej w 1766, rozbudowano zachodnią i północną część świątyni.
Obecny kościół powstał w miejscu poprzedniej świątyni, spalonej w 1813 przez wycofujących się Francuzów (zob. Wolne Miasto Gdańsk). Budowa rozpoczęła się w 1820, dzięki wsparciu finansowemu Fryderyka Wilhelma III, i trwała do 1823. Projektantem był jeden z ważniejszych pruskich architektów – Karl Friedrich Schinkel.
Podczas II wojny światowej kościół został uszkodzony. Ucierpiał dach, wieża i okna kościelne. 28 maja 1945 kościół został zajęty przez katolików. Ówczesny rzymskokatolicki biskup gdański Karol Maria Splett przydzielił kościół salezjanom, m.in. w celu prowadzenia działalności opiekuńczo-wychowawczej dla młodzieży. 20 lipca 1972 świątynia wraz z plebanią przeszły formalnie na własność tego zgromadzenia.
Od 1691 do lat 60. XX wieku obok kościoła istniał ewangelicki cmentarz oruński, zamieniony następnie na park.
15 lipca 1994 kościół stał się kościołem parafialnym, odłączając się od pobliskiej parafii Ignacego Loyoli.

## Charakterystyka
Kościół jest przykładem neogotyku. Został zbudowany z czerwonej cegły. Posiada wieżę wysokości 43 metrów, zwieńczoną blaszaną kopułą w formie ostrosłupa. Jest ona lokalną dominantą architektoniczną. Kubatura wynosi 2800 m³. Długość z przedsionkiem to 33 m, szerokość 16 m.
Kościół posiada drewniane sklepienie pozorne, wsparte na 8 drewnianych filarach tworzących emporę biegnącą wzdłuż ścian bocznych, łączącą się nad wejściem głównym. Nad wejściem na emporze znajdują się piętnastogłosowe organy z 1912 roku.
Pierwotnie kościół posiadał wystrój neogotycki. W myśl ustaleń posoborowych, w roku 1975 wnętrze kościoła zostało przebudowane. Zniknęły: ambona, ołtarz neogotycki i dwa ołtarze boczne. Zbudowano nowy ołtarz. Autorem płaskorzeźb jest lokalny artysta Wawrzyniec Samp.
Na wieży znajdują się 3 dzwony odlane ze stali w 1921. Początkowo na wieży znajdowały się cztery dzwony, z czego najstarszy powstał w 1656. W 2019 elewacja wieży została poddana remontowi.